# Río Reventazón
Río Reventazón är ett vattendrag i Costa Rica. Det ligger i den centrala delen av landet, 80 km nordost om huvudstaden San José.